# Будо-Рижани
Бу́до-Рижа́ни (колишня назва — Буда-Рижанська) — село в Україні, у Хорошівській селищній територіальній громаді Житомирського району Житомирської області. Кількість населення становить 269 осіб (2001). У 1923—60 роках — адміністративний центр колишньої Будо-Рижанської сільської ради.

## Населення
Наприкінці 19 століття кількість населення становила 191 особу, дворів — 32, у 1906 році — 455 жителів, дворів — 74, у 1923 році — 119 дворів та 628 мешканців.
Відповідно до результатів перепису населення СРСР, кількість населення, станом на 12 січня 1989 року, становила 281 особу. За даними перепису 2001 року населення села становило 269 осіб, з них 95,54 % зазначили рідною українську мову, 1,49 % — російську, 1,49 % — польську, а 1,48 % — іншу.

## Історія
В другій половині 19 століття сільце Грижанська-Буда (рос. Грижанская-Буда) входило до православної парафії с. Грижани, за 1,5 версти.
Наприкінці 19 століття — Буда-Рижанська (пол. Buda Ryżańska), село Житомирського повіту Волинської губернії, недалеко від річки Ірша, за 35 верст від Житомира.
У 1906 році — Буда-Рижанська, сільце Горошківської волості (1-го стану) Житомирського повіту Волинської губернії. Відстань до губернського та повітового центру, м. Житомир, становила 52 версти, до центру волості, містечка Горошки — 10 верст. Найближче поштово-телеграфне відділення розташовувалося в Горошках.
У 1923 році — сільце Буда-Рижанська, увійшло до складу новоствореної Будо-Рижанської сільської ради, яка, 7 березня 1923 року, включена до складу новоутвореного Кутузівського (згодом — Володарський, Володарсько-Волинський) району Коростенської округи; адміністративний центр ради. Відстань до районного центру, міст. Кутузове, становила 10 верст.
Станом на 1 вересня 1946 року, згідно з довідником адмінустрою — с. Будо-Рижани. 8 червня 1960 року, відповідно до рішення Житомирського облвиконкому № 592 «Про перейменування деяких сільських рад в районах області», адміністративний центр Будо-Рижанської сільської ради перенесено до с. Радичі з перейменуванням ради на Радицьку. 30 грудня 1962 року, в складі сільської ради, село передане до складу Черняхівського району, 8 грудня 1966 року — повернуте до складу відновленого Володарсько-Волинського району Житомирської області.
У 2020 році, відповідно до розпорядження Кабінету Міністрів України № 711-р від 12 червня 2020 року «Про визначення адміністративних центрів та затвердження територій територіальних громад Житомирської області», територію та населені пункти Радицької сільської ради включено до складу Хорошівської селищної територіальної громади Житомирського району Житомирської області.

## Відомі люди
- Войтюк Дмитро Романович (1999—2022) — солдат збройних сил України, учасник російсько-української війни.
- Кучер Микола Миколайович (1991—2015) — український військовик, учасник війни на сході України.